# Tercera División de España 2001-02
La temporada 2001-02 de la Tercera División de España de fútbol fue la cuarta categoría de las Ligas de fútbol de España durante esta campaña, por debajo de la Segunda División B y por encima de las Divisiones regionales. Comenzó el 2 de septiembre de 2001 y finalizó el 30 de junio de 2002 con la promoción de ascenso. 

## Promoción de ascenso a Segunda División B

### Equipos participantes
Los equipos participantes de la promoción de ascenso a Segunda División B de la temporada 2001-02 fueron los 4 primeros clasificados de cada grupo, los cuales se exponen en la siguiente tabla:
Se indican en negrita los equipos que consiguieron el ascenso.
| Grupo I                | Grupo II               | Grupo III                        | Grupo IV           | Grupo V               |
| ---------------------- | ---------------------- | -------------------------------- | ------------------ | --------------------- |
| 1º S.D. Compostela "B" | 1º U.P. Langreo        | 1º S.D. Noja                     | 1º S.D. Lemona     | 1º Palamós C.F.       |
| 2º Alondras C.F.       | 2º Real Avilés I. C.F. | 2º R. Racing C. de Santander "B" | 2º Sestao River C. | 2º C.F. Gavà          |
| 3º Betanzos C.F.       | 3º C. Siero            | 3º C. D. Tropezón                | 3º Zalla U.C.      | 3º C.F. Reus Deportiu |
| 4º C. Lemos            | 4º Ribadesella C.F.    | 4º C.D. Bezana                   | 4º S.D. Amorebieta | 4º U.E. Sant Andreu   |

| Grupo VI            | Grupo VII                          | Grupo VIII                   | Grupo IX               | Grupo X                          |
| ------------------- | ---------------------------------- | ---------------------------- | ---------------------- | -------------------------------- |
| 1º C.D. Burriana    | 1º U.D. San Sebastián de los Reyes | 1º R. Ávila C.F.             | 1º C.D. Linares        | 1º C.D. Villanueva               |
| 2º Burjassot C.F.   | 2º C.D. Las Rozas                  | 2º S.D. Gimnástica Segoviana | 2º Málaga C.F. "B"     | 2º Jerez Industrial C.F.         |
| 3º Levante U.D. "B" | 3º C.D.A. Navalcarnero             | 3º R. Valladolid C.F. "B"    | 3º Torredonjimeno C.F. | 3º C.A. Antoniano                |
| 4º Villajoyosa C.F. | 4º C.D. Móstoles                   | 4º C.F. Palencia             | 4º C.D. Mármol Macael  | 4º R.C. Recreativo de Huelva "B" |

| Grupo XI                  | Grupo XII                      | Grupo XIII       | Grupo XIV            | Grupo XV           |
| ------------------------- | ------------------------------ | ---------------- | -------------------- | ------------------ |
| 1º C.D. Atlético Baleares | 1º C.D. Corralejo              | 1º Orihuela C.F. | 1º C.P. Cacereño     | 1º C.D. Azcoyen    |
| 3º C.D. Constancia        | 2º Castillo C.F.               | 2º Yeclano C.F.  | 2º C.D. Don Benito   | 2º Peña Sport F.C. |
| 4º C.F. Villafranca       | 3º C.D. Villa de Santa Brígida | 3º Águilas C.F.  | 3º Moralo C.P.       | 3º C.D. Recreación |
| 5º S.C.R. Peña Deportiva  | 4º U.D. Telde                  | 4º Lorca C.F.    | 4º C.F. Villanovense | 4º U.C.D. Burladés |

| Grupo XVI      | Grupo XVII                |
| -------------- | ------------------------- |
| 1º U. D. Fraga | 1º Tomelloso C.F.         |
| 2º C.D. Teruel | 2º Albacete Bpié. "B"     |
| 3º C.D. Zuera  | 3º C.P. Villarrobledo     |
| 4º C. D. Ebro  | 4º C.D. Quintanar del Rey |

- La segunda posición del Grupo XI la ocupó el C.D. Ferriolense, pero este no pudo participar en la promoción de ascenso a Segunda División B porque el R.C.D. Mallorca "B" iba a competir en esta categoría durante la siguiente temporada y ambos eran filiales del R.C.D. Mallorca. Por ello, la quinta clasificada, la S.C.R. Peña Deportiva, participó en la misma para ocupar la plaza que se quedó vacante del grupo.

### Equipos ascendidos
Los siguientes equipos obtuvieron el ascenso a Segunda División B:
| Grupo I - No ascendió ningún equipo de este grupo Grupo II - U.P. Langreo - Real Avilés I. C.F. - Ribadesella C.F. Grupo III - S.D. Noja - R. Racing C. de Santander "B" Grupo IV - No ascendió ningún equipo de este grupo Grupo V - Palamós C.F. - C.F. Gavà - C.F. Reus Deportiu Grupo VI - No ascendió ningún equipo de este grupo | Grupo VII - No ascendió ningún equipo de este grupo Grupo VIII - R. Ávila C.F. Grupo IX - C.D. Linares - Torredonjimeno C.F. Grupo X - No ascendió ningún equipo de este grupo Grupo XI - No ascendió ningún equipo de este grupo Grupo XII - C.D. Corralejo | Grupo XIII - Orihuela C.F. Grupo XIV - C.P. Cacereño - Moralo C.P. Grupo XV - C.D. Azcoyen - Peña Sport F.C. Grupo XVI - No ascendió ningún equipo de este grupo Grupo XVII - No ascendió ningún equipo de este grupo |